# Măgura Ilvei
Măgura Ilvei je rumunská obec v župě Bistrița-Năsăud. Žije zde přibližně 2 000 obyvatel. Obec se skládá ze dvou částí.

## Části obce
- Măgura Ilvei – 1 543 obyvatel
- Arșița – 414 obyvatel